# 1555 en arts plastiques
| Années des arts plastiques : 1552 - 1553 - 1554 - 1555 - 1556 - 1557 - 1558    |
| Décennies des arts plastiques : 1520 - 1530 - 1540 - 1550 - 1560 - 1570 - 1580 |

Cette page concerne l'année 1555 en arts plastiques.

## Naissances
- 21 avril : Ludovic Carrache, peintre italien († 13 novembre 1619),
- ? :
  - Frans Boels, peintre flamand († 1596),
  - Dong Qichang (Tung Ch'i-ch'ang), peintre, calligraphe et critique d'art chinois († 1636),
  - Jérôme Durand, peintre verrier français († 1605),
  - Francesco Montemezzano,  peintre de l'école vénitienne († vers 1602),
  - Pedro Perret, graveur flamand († 1625),
  - Antonio Tempesta, peintre et graveur italien de l'école florentine du baroque († 5 août 1630),
  - Giovanni Battista Trotti, architecte et peintre italien († 24 décembre 1640),
- Vers 1555 :
  - Juan Gómez, peintre espagnol († 24 novembre 1597),
  - Hans Jordaens I, peintre flamand († 23 mai 1630).

## Décès
- 17 février : Giuliano Bugiardini, peintre italien (° 29 janvier 1476),
- 22 avril : Bartholomaeus Bruyn le Vieux, peintre allemand (° 1493),
- 8 mai : Giovanni Battista del Tasso, maître-graveur sur bois, sculpteur et architecte italien (° 1500),
- Entre juin 1554 et mars 1555 : Giovanni Giacomo Della Porta (it) (né v.1495), sculpteur italien,
- Date précise inconnue :
  - Giovanni Antonio Amati, peintre italien (° 1475),
  - Giovanni Francesco Caroto, peintre italien de l'école véronaise (° 1480),
  - Niccolò Giolfino, peintre italien de l'école véronaise (° 1476),
  - Gerolamo Giovenone, peintre italien (° vers 1490),
- Entre 1555 et 1561 :
  - Heinrich Aldegrever, peintre et graveur allemand (° 1502),
  - Henri Bles, peintre d'origine mosane (° vers 1500).